# Пульс (город)
Пульс (нем. Puls) — община в Германии, в земле Шлезвиг-Гольштейн.
Входит в состав района Штайнбург. Подчиняется управлению Шенефельд. Население составляет 601 человек (на 31 декабря 2010 года). Занимает площадь 10,9 км².